# Forshammars bergverk
Forshammars bergverk är ett svenskt företag med brytning av industrimineral söder om Riddarhyttan i Ramsbergs socken i Lindesbergs kommun.
Brytning och malning av fältspat påbörjades 1909. Ett nytt och större kross- och malverk byggdes 1927 och ett andra malverk 1938. 
Det äldre malverket var i drift till 1985 och det yngre, som ligger i samma krosshus av trä, till 1998. Ett tredje malverk från 1949 finns i en separat tegelbyggnad och ett fjärde malverk från 1979 i en hög stålbyggnad.
Företaget tillverkar, från ett närbeläget dagbrott, fältspatmjöl för bland annat tillverkning av porslin.
Forshammars bergverk har också drivit industrimineralproduktion på andra platser bl.a. kvartsitbrytning i Ämnebyn, Byn, Vingnäs, och Snäckeområdet i Dalsland.
Forshammars bergverk har till 2010 ägts av North Cape Minerals, och drivs idag av Sibelco Nordic Forshammar AB, som ingår i den i Belgien baserade SCR-Sibelco-koncernen.